# Karin van der Haar
Karin van der Haar-Kramp (9 mei 1977) is een Nederlands zitvolleybalster.
Van der Haar-Kramp verloor door een ongeluk op haar zestiende haar linkerarm.
Van der Haar-Kramp kwam in 2008 uit voor Nederland op de Paralympische Zomerspelen in Peking, waar zij teambrons behaalde. Het team bestond verder uit: Sanne Bakker,  Karin Harmsen, Paula List, Djoke van Marum, Elvira Stinissen, Josien ten Thije, Rika de Vries en Petra Westerhof.
In het dagelijks leven is zij adviseur van Stichting CAP100.